# Club antirreeleccionista Melchor Ocampo
El Club antirreeleccionista «Melchor Ocampo» fue un club fundado en 1902 en la entonces Villa de Huimanguillo, en la Chontalpa, región del estado de Tabasco, con el fin de sostener los principios liberales postulados por los hermanos Flores Magón: este fue el primer grupo tabasqueño organizado que protestaban contra la dictadura porfirista. Aunque tuvo una corta existencia debido a los mismos embates políticos, sin embargo, el descontento había empezado a manifestarse y la actividad revolucionaria iría creciendo.
Hacia 1905, el Dr. Manuel Mestre Ghigliazza publicó en la Revista de Tabasco los planes de la Noria y Tuxtepec, los cuales estaban prohibidos y que hacían alusión a la antirreelección. De esta forma el pueblo tabasqueño fue tomando conciencia de la imposibilidad del régimen, por lo que hacia 1909 empezaron a consolidarse grupos opositores tales como el Partido Gutierrista encabezado por Ignacio Gutiérrez Gómez, siendo una de las principales fuerzas revolucionarias del estado de Tabasco. 
De este modo inició el proceso revolucionario y muchos nombres de tabasqueños empezaron a sonar como opositores del régimen y los rumores de descontento. Personajes de renombre tales como el Dr. Mestre Ghigliazza, el Lic. José María Pino Suárez desde Yucatán, se unían a la causa maderista surgida recientemente. Es así como en el año de 1909, se fundó en la región de la Chontalpa en Huimanguillo, un nuevo club antirreeleccionista llamado como aquel fundado en 1902 «Melchor Ocampo», el cual postulaba los principios maderistas.